# The London Muddy Waters Sessions
| 전문가 평가                           | 전문가 평가 |
| 평가 점수                             | 평가 점수   |
| 출처                                  | 점수        |
| ------------------------------------- | ----------- |
| Christgau's Record Guide              | B           |
| The Penguin Guide to Blues Recordings | [ 2 ]       |

《The London Mudy Waters Sessions》는 1972년 체스 레코드에서 발매된 미국의 블루스 음악가 머디 워터스의 스튜디오 음반이다. 1971년 《The London Howlin' Wolf Sessions》의 후속작으로, 이 개념은 미국 블루스맨과 영국 블루스, 록 스타들을 결합하는 것이었다. 이 음반은 영국에서 전통적인 블루스 음악과 블루스 아티스트들의 증가하는 인기를 이용하려는 시도였다.
《The London Muddy Waters Sessions》는 1972년 그래미 어워드 최우수 민족 또는 전통 포크 레코딩 부문을 수상했고, 이는 머디 워터스가 그 상을 수상한 6번 중 두 번째를 기록했다.

## 배경
이 음반에는 슬라이드와 어쿠스틱 기타의 워터스, 기타의 새미 로혼과 로리 갤러거, 하모니카의 캐리 벨, 피아노와 오르간의 릭 그레치, 조지 페임과 스티브 윈우드, 드럼의 지미 헨드릭스 익스피리언스와 허비 러브벨의 미치 미첼, 보컬의 로제타 하이타워, 어니 로얄과 조 뉴먼, 트럼펫, 트롬본의 가넷 브라운, 테너 색소폰의 셀던 파월이 포함되어 있다.
아일랜드의 블루스 로커인 로리 갤러거는 그의 트리오인 테이스트가 탈퇴한 후 성공적인 솔로 활동을 시작했고, 3개의 트랙에서 연주했으며, 〈Young Fashion Ways〉와 2개의 다른 곡에서 솔로를 제공했다. 스티브 윈우드는 하울링 울프 세션에서 키보드 역할을 다시 맡아 세 곡에 출연했다. 밴 모리슨과 협업을 계속한 스윙 재즈 블루스 연주자인 페임은 남은 트랙에서 연주했다.
지미 헨드릭스 익스피리언스에 합류하기 전에 조지 페임의 블루스 플레임스와 함께 일했고 엘빈 존스와 같은 재즈맨에게서 가장 큰 영감을 받은 미치 미첼은 음반의 대부분을 연주했다. 〈I'm Ready〉와 〈Blind Man Blues〉와 같은 셔플에서 드러머는 뉴욕 세션의 베테랑 러벨이다.
릭 그레치는 윈우드와 함께 블라인드 페이스의 멤버로 가장 잘 알려져 있다. 또한 블라인드 페이스에는 전 크림 멤버인 진저 베이커와 에릭 클랩튼이 포함되어 있는데, 후자는 《The London Howlin' Wolf Sessions》에서 연주한 적이 있고, 그레치는 이전에 윈우드가 피처링한 또 다른 밴드인 트래픽의 멤버였다는 것도 주목할 만하다.
블루스 하프맨 캐리 벨은 필수였다. 머디와 마찬가지로, 그는 미시시피주에서 태어나 시카고에서 성인이 되었고, 새미 로혼과 마찬가지로 머디 워터스의 밴드의 오랜 멤버였으며, 이전에 존 리 후커, 에디 테일러, 얼 후커와 함께 작업했다. 벨은 표준 마린 밴드 하프와 그의 특기인 큰 더블 키 크로마틱 하프를 번갈아 사용했다.

## 곡 목록
| #  | 제목                                            | 작사·작곡      | 재생 시간 |
| -- | ----------------------------------------------- | -------------- | --------- |
| 1. | 〈Blind Man Blues〉                             | 라파예트 리크  | 3:30      |
| 2. | 〈Key to the Highway〉                          | 머디 워터스    | 2:24      |
| 3. | 〈Young Fashioned Ways〉                        | 윌리 딕슨      | 4:22      |
| 4. | 〈I'm Gonna Move to the Outskirts of Town〉     | 케이시 빌 웰던 | 3:54      |
| 5. | 〈Who's Gonna Be Your Sweet Man When I'm Gone〉 | 워터스         | 5:03      |
| 6. | 〈Walkin' Blues〉                               | 딕슨           | 3:00      |
| 7. | 〈I'm Ready〉                                   | 딕슨           | 4:08      |
| 8. | 〈Sad Sad Day〉                                 | 워터스         | 5:15      |
| 9. | 〈I Don't Know Why〉                            | 딕슨           | 4:00      |